# Поёт Майя Кристалинская (1965)
«Поёт Ма́йя Кристали́нская» (также известен как просто «Майя Кристалинская») — дебютный студийный альбом советской эстрадной певицы Майи Кристалинской, выпущенный в 1965 году фирмой «Мелодия».

## Об альбоме
Почти все песни ранее издавались на синглах. Не издавались на синглах такие песни, как «На причале», «Ты не печалься» и «Ночные вокзалы».
Аннотация на обратной стороне конверта гласит: «Пением Майя Кристалинская увлекалась с детства. Окончив школу, она поступила в Московский авиационный институт, а вечерами после лекций спешила на репетиции самодеятельного эстрадного оркестра при Центральном доме работников искусств. Увлечение музыкой сохранилось у Майи Кристалинской и после того, как она закончила институт и стала авиационным инженером. Первый успех пришёл к Кристалинской в 1957 году: на конкурсе УI Всемирного фестиваля демократической молодёжи и студентов в Москве она была удостоена звания лауреата. С тех пор началась концертная деятельность певицы — исполнительницы советской лирической песни. Кристалинская выступала в программах эстрадных оркестров под управлением Олега Лундстрема и Эдди Рознера. Её голос часто звучит в радиопередачах и телевизионных концертах. С успехом проходят гастроли Кристалинской во многих городах Советского Союза и за рубежом».

## Список композиций
| №                   | Название                                        | Текст песни                                         | Музыка              | Длительность |
| ------------------- | ----------------------------------------------- | --------------------------------------------------- | ------------------- | ------------ |
| 1.                  | «Возможно»                                      | Игорь Шаферан                                       | Аркадий Островский  | 2:54         |
| 2.                  | «Вальс о вальсе»                                | Евгений Евтушенко                                   | Эдуард Колмановский | 3:35         |
| 3.                  | «Еду я» (из кинофильма «Лушка»)                 | Владимир Котов, Леонид Дербенёв, Михаил Пляцковский | Андрей Эшпай        | 2:26         |
| 4.                  | «На причале» (из кинофильма «Цепная реакция»)   | Булат Окуджава                                      | Виталий Гевиксман   | 4:03         |
| 5.                  | «Ты не печалься» (из кинофильма «Большая руда») | Николай Добронравов                                 | Микаэл Таривердиев  | 2:49         |
| Общая длительность: | Общая длительность:                             | Общая длительность:                                 | Общая длительность: | 15:47        |

| №                   | Название            | Текст песни                             | Музыка              | Длительность |
| ------------------- | ------------------- | --------------------------------------- | ------------------- | ------------ |
| 6.                  | «Не спеши»          | Евгений Евтушенко                       | Арно Бабаджанян     | 2:49         |
| 7.                  | «Садовое кольцо»    | Николай Добронравов, Сергей Гребенников | Микаэл Таривердиев  | 2:54         |
| 8.                  | «Ночные вокзалы»    | Евгений Долматовский                    | Марк Фрадкин        | 3:16         |
| 9.                  | «Килиманджаро»      | Владимир Громов, Феликс Данилович       | Аркадий Островский  | 3:53         |
| 10.                 | «Листья клёнов»     | Леонтий Шишко                           | Юрий Акулов         | 1:45         |
| Общая длительность: | Общая длительность: | Общая длительность:                     | Общая длительность: | 14:37        |

## Участники записи
- Майя Кристалинская — вокал
- Эдуард Колмановский — дирижёр (2)
- Инструментальный Ансамбль под управлением М. Белякова — инструменты (6)
- Инструментальный Ансамбль — инструменты (1, 3, 7, 9, 10)
- Эстрадный Оркестр — инструменты (2)
- Вокальное Трио — бэк-вокал (1, 9)
- В изготовлении разных версий пластинок участвовали Ленинградский, Рижский, Ташкентский им. М. Т. Ташмухамедова и Апрелевский заводы грампластинок.